# Pantikapaion
Koordinaten: 45° 21′ 3″ N, 36° 28′ 7″ O

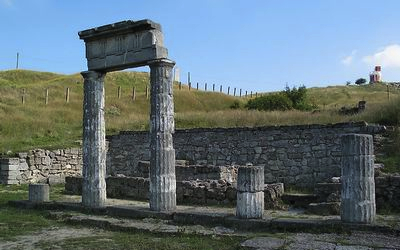
Ruinen aus dem 6. Jahrhundert v. Chr.

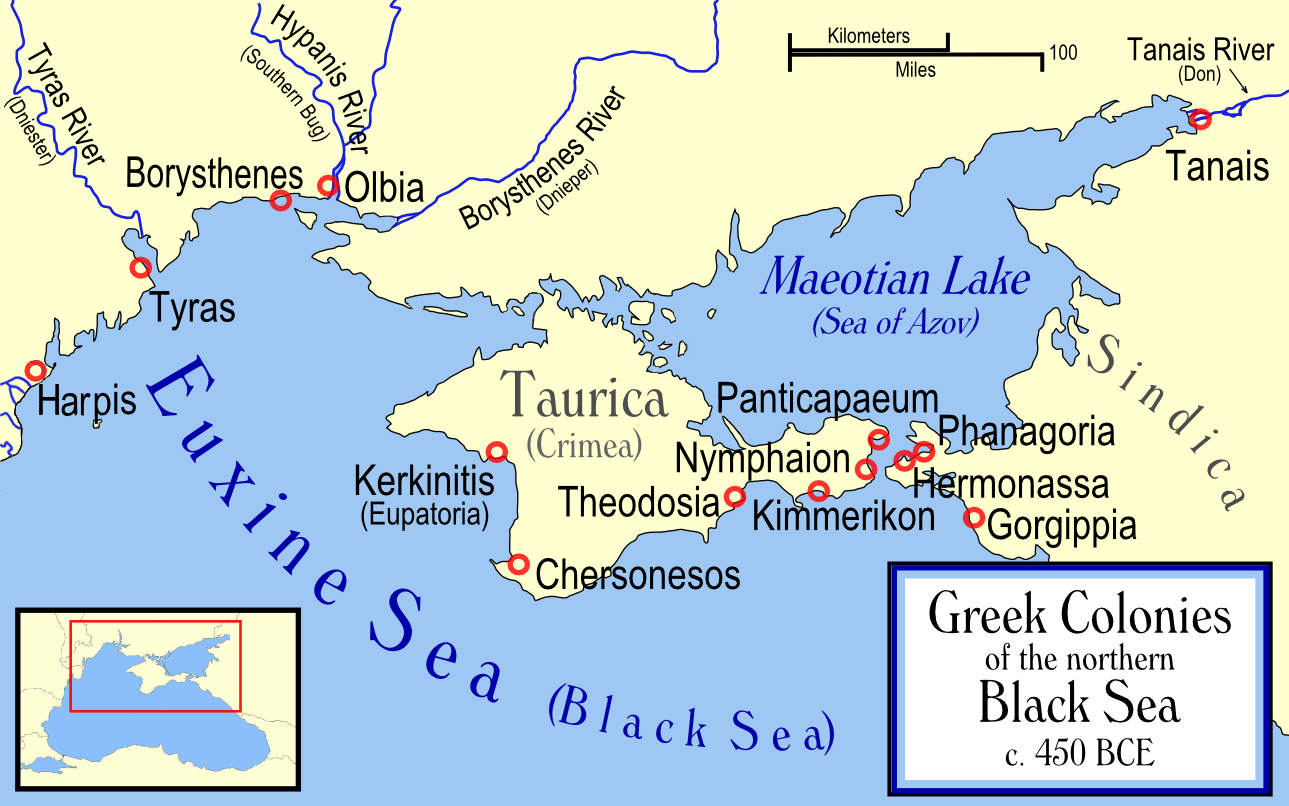
Karte der griechischen Städte am nördlichen Schwarzen Meer

Pantikapaion (Altgriechisch Παντικάπαιον, Lateinisch Panticapaeum) war eine antike Stadt auf der Halbinsel Krim. Sie befand sich an der Stelle der heutigen Stadt Kertsch und war Hauptstadt des Bosporanischen Reiches. Die Stadt wurde auch Bosporus (griechisch Bosporos) genannt (nach der Bezeichnung Kimmerischer Bosporus für die Straße von Kertsch).

## Gründung und Blütezeit
Ursprünglich wurden die ältesten Gebäudereste Pantikapaions auf das 7. vorchristliche Jahrhundert datiert, was jedoch mittlerweile angezweifelt wird. Demnach wurde Pantikapaion vermutlich im 6. Jahrhundert v. Chr. von Griechen aus Milet als Kolonie gegründet und war später Sitz der Könige des Bosporanischen Reiches. Die Stadt lag am Westufer des Kimmerischen Bosporus und zog sich von der unteren Meeresterrasse bis auf die Hänge des Mithridates-Berges hinauf, auf dessen Gipfel eine wehrhafte Burganlage (Akropolis) stand.
Die Stadt befand sich mitten in skythischem Gebiet. Mit den Skythen wurde vor allem Handel getrieben. Nach dem Bosporanischen Reich übernahmen die Könige von Pontos die Griechenstädte auf der Krim, bis die Römer sich auch dieses Gebiet einverleibten.
Im Jahr 63 v. Chr. verlor Mithridates VI., Herrscher des Königreichs Pontos und einer der größten Feinde Roms, auf der Akropolis von Pantikapaion sein Leben. In Anlehnung an diesen Herrscher wurde die Erhebung, auf der die Festung von Pantikapaion einst stand, mit dem Namen Mithridates-Berg versehen. Diese Umbenennung erfolgte im Zuge der Abgewinnung der Krim durch Russland vom Osmanischen Reich im 18. Jahrhundert.

## Spätantike
Im Verlauf der Spätantike verlor Pantikapaion, das damals römisches Protektorat war, seine Bedeutung. Ursache waren wohl die zunehmenden Angriffe durch Barbaren. So unternahmen seit dem dritten Jahrhundert die Goten Raubzüge im Schwarzmeergebiet. Kurz vor Mitte des 4. Jahrhunderts wurde die Münzprägung unter König Rheskuporis VI. eingestellt. In den 70er Jahren des 4. Jahrhunderts verwüsteten die Hunnen die Städte des Bosporanischen Reiches. Allerdings endete die Geschichte der Stadt damit nicht. Im 5. und 6. Jahrhundert gehörte die Stadt, die nun als Bosporos in den Quellen erscheint, zum Oströmischen Reich. Damals siedelten Krimgoten im Bereich der Stadt Bosporos, was durch Funde des 5. bis 7. Jahrhunderts belegt ist. Im Jahr 534 beauftragte Justinian I. gotische Hilfstruppen mit der Rückeroberung der Stadt, die von Hunnen eingenommen worden war. Spätestens seitdem wurden Gegenstände germanischen Charakters, etwa Bügelfibeln in lokaler Produktion hergestellt. Um 576 ließ Turxanthos, der gerade die Herrschaft der Göktürken übernommen hatte, die Stadt durch den Utigurenführer Angai erobern. Im 7. Jahrhundert geriet die Stadt unter die Kontrolle der Chasaren.
Ausgrabungen der Ruinenstätte begannen 1830. Bei den archäologischen Untersuchungen im 19. und 20. Jahrhundert entdeckte man die Nekropole und stieß auf zahlreiche gut erhaltene Münzen, Stelen und Vasen.
Der Asteroid (5990) Panticapaeon ist nach der Stadt benannt.